# Comuna Corbița, Vrancea
Corbița este o comună în județul Vrancea, Moldova, România, formată din satele Buda, Corbița, Izvoarele, Lărgășeni, Ocheșești, Rădăcinești, Șerbănești (reședința), Tuțu și Vâlcelele.

## Așezare
Comuna se află în nord-estul județului, la limita cu județul Bacău, în colinele Tutovei, în valea râului Berheci. Este traversată de șoseaua națională DN11A, care leagă Adjudul de Bârlad. Din acest drum, lângă Lărgășeni se ramifică șoseaua județeană DJ241A, care o leagă spre sud de Tănăsoaia și mai departe în județul Galați de Brăhășești și Gohor, și spre nord înspre județul Bacău de Dealu Morii, Vultureni, Oncești, Izvoru Berheciului și Secuieni (unde se termină în DN2F).

## Demografie
Componența etnică a comunei Corbița
     Români (94,06%)
     Alte etnii (5,94%)
Componența confesională a comunei Corbița
     Ortodocși (92,8%)
     Alte religii (1,19%)
     Necunoscută (6,01%)
Conform recensământului efectuat în 2021, populația comunei Corbița se ridică la 1.598 de locuitori, în scădere față de recensământul anterior din 2011, când fuseseră înregistrați 1.793 de locuitori. Majoritatea locuitorilor sunt români (94,06%). Din punct de vedere confesional, majoritatea locuitorilor sunt ortodocși (92,8%), iar pentru 6,01% nu se cunoaște apartenența confesională.

## Istorie
La sfârșitul secolului al XIX-lea, comuna făcea parte din plasa Zeletin a județului Tecuci și era formată din satele Bou Roșu, Buda, Corbița, Rădăcinești, Șerbănești, Strâmba și Țâțu, cu o populație totală de 2005 locuitori ce trăiau în 512 case. În comună funcționau 5 biserici (la Buda, Rădăcinești, Șerbănești, Strâmba și Țâțu) și o școală cu 22 de elevi, deschisă în 1868. Anuarul Socec din 1925 consemnează comuna în plasa Găiceana a aceluiași județ, având 2375 de locuitori și aceeași componență.
În 1950, comuna a trecut în administrarea raionului Răchitoasa din regiunea Bârlad și apoi (după 1956) în cea a raionului Adjud din regiunea Bacău. În 1964, satul Strâmba a fost redenumit în Vâlcelele și satul Bou Roș (apărut între timp) a devenit Izvoarele. În 1968 a fost repartizată la județul Vrancea.

## Monumente istorice
În comuna Corbița se află biserica de lemn „Adormirea Maicii Domnului” din Lărgășeni, împreună cu clopotnița sa, ansamblu datând din 1760, ce alcătuiește un monument istoric de arhitectură de interes național.
În afara acestuia, în comună se mai află un singur obiectiv inclus în lista monumentelor istorice din județul Vrancea ca monument de interes local — monumentul eroilor din Primul Război Mondial, din satul Rădăcinești, clasificat ca monument memorial sau funerar.

## Politică și administrație
Comuna Corbița este administrată de un primar și un consiliu local compus din 11 consilieri. Primarul, Gheorghiță Lupu[*], de la Partidul Național Liberal, este în funcție din 1 noiembrie 2024. Începând cu alegerile locale din 2024, consiliul local are următoarea componență pe partide politice:
|  | Partid                    | Consilieri | Componența Consiliului | Componența Consiliului | Componența Consiliului | Componența Consiliului | Componența Consiliului | Componența Consiliului |
|  | ------------------------- | ---------- | ---------------------- | ---------------------- | ---------------------- | ---------------------- | ---------------------- | ---------------------- |
|  | Partidul Național Liberal | 6          |                        |                        |                        |                        |                        |                        |
|  | Partidul Social Democrat  | 5          |                        |                        |                        |                        |                        |                        |